# MOON (倖田來未のシングル)
「MOON」（ムーン）は、2008年6月11日発売の日本の歌手・倖田來未の40作目のシングル。発売元はrhythm zone。

## 解説
「4 hot wave」、「FREAKY」以来連続となる夏の4曲入りシングルであり、全曲にタイアップが付いている。「CDのみ」「CD＋DVD」の2形態で発売、ジャケットもそれぞれ異なっている。なお、初回盤には3大初回限定特典として、ボーナストラックとして「Moon Crying （Piano Arrange Version）」の収録、DVDにはボーナス映像として「KODA KUMI Live Tour 2008〜Kingdom〜」（東京・国立代々木競技場第一体育館公演）より、「Moon Crying」のライブ映像の収録、購入者限定のモバイル特設サイトへのアクセスパスワードが封入されている。 
同年の6月18日には韓国においてもリリースされた。 

## 音楽性とイメージ
本作は、全作とも何度もレコーディングを繰り返し、一曲一曲と向き合いながら“心に刺さる音”を探し求めたという。結果、アルバム制作に匹敵するほどの時間と労力を費やした作品となったとのこと。
「Moon Crying」は、朝日放送・テレビ朝日系ドラマ『パズル』の主題歌となっている。
この曲の作成きっかけは、ひとりでいる時にカーテンごしに夜空を見上げていた時に、この月のことを歌えないかと思い生まれたのだという。夜空に輝く月を見上げ、“常に見守っていてくれる”とイメージを抱き、自分を支えてくれる大切な人達の姿と重なったとのこと。また、この楽曲の制作前は音楽を辞めようと思っていた頃だったといい、そのタイミングに出会った曲であったと後に本人は語っている。
PVでは俳優の竹財輝之助が出演している。
2020年、小笹竜馬が監督を務めた「Moon Crying」の短編映画が公開された。
「That Ain't Cool」はmusic.jp TV-CFソングであり、Black Eyed Peasのバンドメンバー、キース・ハリス（Dr）によってソングライティングされたクールなアップテンポナンバーとなっており、ファーギーとのコラボレーションを行い話題となった楽曲である。
もともと彼女は携帯電話の着信音にするほどファーギーのファンで、よく「いつかコラボレイトしたい」という話をしていたという。そんなある日、ファーギーから「來未のために作ったわ」と、本当に楽曲が送られてきてコラボレーションが実現した楽曲であるとのこと。
PV撮影はアトランタにて行われ、マイケル・ジャクソンらのダンスを指導している舞踊家ファティマ・ロビンソンが自ら演出を引き受けた。
「Once Again」は、Queen's Hill迎賓館CMソングであり（発売当初はタイアップがなく、発売の約2か月後にタイアップがついた）、ジャパニーズ・レゲエ・女性シンガーPUSHIMによる、作詞・作曲のラバーズ・レゲエナンバーとなっている。
「Lady Go!」はコーセー・ヴィセ CMソングであり、夏のハウス・チューンとなっている。
この曲について彼女は、ところどころに、“遊び”を転がしたと語っている。本作の中で、1曲は「a-nation」で盛り上がるような、夏らしいアップテンポな楽曲を入れたいという彼女の想いから生まれたナンバーである。

## チャート成績
TOP10入り到達が本作で30作目となった。女性ソロ歌手の30作目のTOP10到達は、松田聖子、小泉今日子らに次いで史上5人目の記録となった。

## 収録曲

### CD

#### 初回限定盤
1. Moon Crying [5:43]
作詞：Kumi Koda
作曲：miwa furuse
編曲：h-wonder、Jun Abe
2. That Ain't Cool Koda Kumi feat.Fergie [3:29]
作詞：Kumi Koda、Stacy Ferguson、Keith Harris
作曲：Kumi Koda、Stacy Ferguson、Keith Harris
3. Once Again [4:40]
作詞：Pushim
作曲：Pushim、Shunya Mori
編曲：Pushim、Shunya Mori
4. Lady Go! [4:52]
作詞：Kumi Koda
作曲：Kousuke Morimoto
編曲：Yusuke Tanaka
5. Moon Crying "Piano Version" (Bonus Track)
6. Moon Crying "Instrumental" [5:43]
7. That Ain't Cool Koda Kumi feat.Fergie "Instrumental" [3:29]
8. Once Again "Instrumental" [4:40]
9. Lady Go! "Instrumental" [4:52]

#### 通常盤
1. Moon Crying
2. That Ain't Cool Koda Kumi feat.Fergie
3. Once Again
4. Lady Go!
5. Moon Crying "Instrumental"
6. That Ain't Cool Koda Kumi feat.Fergie "Instrumental"
7. Once Again "Instrumental"
8. Lady Go! "Instrumental"

### DVD
1. Moon Crying "Music Video"
2. That Ain't Cool Koda Kumi feat.Fergie "Music Video"
3. Moon Crying "Making Video"
4. That Ain't Cool Koda Kumi feat.Fergie "Making Video"
5. Moon Crying from Live Tour 2008 ～Kingdom～ 2008.5.15＠国立代々木競技場第一体育館 (Bonus Movie)
初回限定盤のみに収録

## タイアップ
- 朝日放送・テレビ朝日系ドラマ『パズル』主題歌 (#1)
- music.jp TV-CFソング (#2)
- Queen's Hill迎賓館CMソング (#3)
※ 発売後に起用。
- コーセー「ヴィセ」CMソング (#4)
※ 本人出演。

## 収録アルバム
- Moon Crying
  - 『TRICK』
  - 『BEST 〜third universe〜』
  - 『WINTER of LOVE』
  - 『BEST 〜2000-2020〜』
- That Ain't Cool Koda Kumi feat.Fergie
  - 『TRICK』(ビデオクリップはアルバムバージョン)
  - 「OUT WORKS & COLLABORATION BEST』
  - 『SUMMER of LOVE』(ビデオクリップのみ)
  - 『BEST 〜third universe〜』(ビデオクリップは未収録)
- Once Again
  - 『SUMMER of LOVE』
  - 『BEST 〜2000-2020〜』
- Lady Go!
  - 『KODA KUMI DRIVING HIT'S』(ノンストップミックス)
  - 『BEST 〜third universe〜』
  - 『SUMMER of LOVE』
  - 『BEST 〜2000-2020〜』(ファンクラブ限定盤)

## 収録ライブ映像
- Moon Crying
  - 『KODA KUMI LIVE TOUR 2008 〜Kingdom〜』
  - 『KODA KUMI LIVE TOUR 2009 〜TRICK〜』
  - 『KODA KUMI 2009 TAIWAN』
    - 『MY NAME IS...』(ファンクラブ限定盤)

  - 『Dream music park』(Dejavu)
  - 『KODA KUMI 10th Anniversary 〜FANTASIA〜 in TOKYO DOME』
  - 『a-nation'08』(Beach Mix)
  - 『KODA KUMI Premium Night 〜Love & Songs〜』
  - 『Koda Kumi 15th Anniversary First Class 2nd LIMITED LIVE at STUDIO COAST』(WALK OF MY LIFE、ファンクラブ限定盤)
  - 『KODA KUMI LIVE TOUR 2016 〜Best Single Collection〜』
- That Ain't Cool feat.Fergie
  - 『KODA KUMI LIVE TOUR 2009 〜TRICK〜』(BONUS PICTURES)
※Fergieと共演
- Once Again
  - 『Dream music park』(Dejavu)
  - 『Koda Kumi 15th Anniversary Premium Live』(WINTER of LOVE、ファンクラブ限定盤)
- Lady Go!
  - 『KODA KUMI LIVE TOUR 2009 〜TRICK〜』(メドレー)
  - 『KODA KUMI LIVE TOUR 2010 〜UNIVERSE〜』(メドレー)
  - 『Dream music park』(Dejavu)
  - 『KODA KUMI 10th Anniversary 〜FANTASIA〜 in TOKYO DOME』(メドレー)
  - 『a-nation'08』(Beach Mix)
  - 『KODA KUMI Premium Night 〜Love & Songs〜』
  - 『KODA KUMI LIVE TOUR 2013 〜JAPONESQUE〜』
  - 『Koda Kumi Hall Tour 2014 〜Bon Voyage〜』(メドレー)
  - 『Koda Kumi 15th Anniversary Live Tour 2015 〜WALK OF MY LIFE〜』(メドレー)
  - 『Koda Kumi 15th Anniversary Premium Live』(WINTER of LOVE、ファンクラブ限定盤)
  - 『KODA KUMI 15th Anniversary LIVE The Artist』(メドレー)
  - 『KODA KUMI LIVE TOUR 2018 -DNA-』
  - 『KODA KUMI Love & Songs 2022』

## カバー
Moon Crying
- 後藤真希 -「後藤真希が歌ってみた #12 - YouTube」にて（2022年7月24日公開）

※ 後に、配信限定アルバム『Song of You and Me!』に収録。